# Paches era
Paches era är en fjärilsart som beskrevs av Evans 1953. Paches era ingår i släktet Paches och familjen tjockhuvuden. Inga underarter finns listade i Catalogue of Life.